# Elecciones municipales de 2019 en Coslada
Las elecciones municipales de 2019 se celebraron en Coslada el domingo 26 de mayo, de acuerdo con el Real Decreto de convocatoria de elecciones locales en España dispuesto el 1 de abril de 2019 y publicado en el Boletín Oficial del Estado el 2 de abril. Se eligieron los 25 concejales del pleno del Ayuntamiento de Coslada, a través de un sistema proporcional (método d'Hondt), con listas cerradas y un umbral electoral del 5 %.

## Resultados
Tras las elecciones, el PSOE se proclamó ganador con 8 escaños, dos más que en la anterior legislatura, mientras que el Partido Popular perdió dos ediles, obteniendo 5. Ciudadanos consiguió dos escaños más que en la anterior legislatura, situándose con 5. Consiguieron entrar al hemiciclo Podemos con 4 concejales, Vox con 2 ediles y Más Madrid con 1.
| Candidatura                                       | Candidatura                                       | Candidato                        | Votos  | %                                       | Escaños                                 |
| ------------------------------------------------- | ------------------------------------------------- | -------------------------------- | ------ | --------------------------------------- | --------------------------------------- |
|                                                   | Partido Socialista Obrero Español (PSOE)          | Ángel Viveros Gutiérrez          | 10 374 | 26,23                                   | 8                                       |
|                                                   | Partido Popular (PP)                              | Francisco Javier Becerra Redondo | 6977   | 17,64                                   | 5                                       |
|                                                   | Ciudadanos-Partido de la Ciudadanía (Cs)          | Julia Gómez Galdón               | 6876   | 17,38                                   | 5                                       |
|                                                   | Podemos                                           | Julio Huete Pérez                | 5029   | 12,71                                   | 4                                       |
|                                                   | Vox (Vox)                                         | José Manuel Bleda Morales        | 2753   | 6,96                                    | 2                                       |
|                                                   | Más Madrid (Más Madrid)                           | Fernando Romero Castro           | 2437   | 6,16                                    | 1                                       |
| Izquierda Unida-Madrid en Pie-Equo (IU-MeP-Equo)  | Izquierda Unida-Madrid en Pie-Equo (IU-MeP-Equo)  | Luis Quiñones García             | 1462   | 3,70                                    | 0                                       |
| Actúa-La Izquierda Hoy-Los Verdes (PACT-LIH-GMLV) | Actúa-La Izquierda Hoy-Los Verdes (PACT-LIH-GMLV) | Pedro San Frutos Pérez           | 1421   | 3,59                                    | 0                                       |
| Inicia con Conciencia y Sentido (ICyS)            | Inicia con Conciencia y Sentido (ICyS)            | Isabel Rodríguez Pulpillo        | 1146   | 2,9                                     | 0                                       |
| Agrupación Republicana de Coslada (ARCO)          | Agrupación Republicana de Coslada (ARCO)          | Raúl Carmona Sanz                | 466    | 1,18                                    | 0                                       |
| España 2000                                       | España 2000                                       | Jesús González Munilla           | 132    | 0,33                                    | 0                                       |
| El Centro                                         | El Centro                                         | Ana Belén Ceballos Vicario       | 129    | 0,33                                    | 0                                       |
| Votos en blanco                                   | Votos en blanco                                   | Votos en blanco                  | 353    | 0,89                                    | n/a                                     |
| Votos válidos                                     | Votos válidos                                     | Votos válidos                    | 39 202 | 100,00                                  | 27                                      |
| Votos nulos                                       | Votos nulos                                       | Votos nulos                      | 273    | Participación: · \| \| 67.58 % \| 1,79% | Participación: · \| \| 67.58 % \| 1,79% |
| Votantes                                          | Votantes                                          | Votantes                         | 39 828 | Participación: · \| \| 67.58 % \| 1,79% | Participación: · \| \| 67.58 % \| 1,79% |
| Electores                                         | Electores                                         | Electores                        | 58 848 | Participación: · \| \| 67.58 % \| 1,79% | Participación: · \| \| 67.58 % \| 1,79% |
|                                                   | 67.58 %                                           |                                  |        |                                         |                                         |

## Concejales electos
Relación de concejales electos:
| N.º | Nombre                           | Lista | Lista      |
| --- | -------------------------------- | ----- | ---------- |
| 1   | Ángel Viveros Gutiérrez          |       | PSOE       |
| 2   | Francisco Javier Becerra Redondo |       | PP         |
| 3   | Julia Gómez Galdón               |       | Cs         |
| 4   | Macarena Orosa Hidalgo           |       | PSOE       |
| 5   | Julio Huete Pérez                |       | Podemos    |
| 6   | Fernando Atienza García          |       | PP         |
| 7   | José Ventura Sousa Piña          |       | PSOE       |
| 8   | Aránzazu Molinello Fernández     |       | Cs         |
| 9   | José Manuel Bleda Morales        |       | Vox        |
| 10  | Teresa González Ausín            |       | PSOE       |
| 11  | Virginia Robles López            |       | Podemos    |
| 12  | Fernando Romero Castro           |       | Más Madrid |
| 13  | María Mercedes Peña Carrero      |       | PP         |
| 14  | David Cuenca García              |       | Cs         |
| 15  | Iván López Marina                |       | PSOE       |
| 16  | Víctor Herrera Medina            |       | PP         |
| 17  | Emilia Escudero Amado            |       | PSOE       |
| 18  | Alejandro Martín Pérez           |       | Cs         |
| 19  | Santiago de Miguel Esteban       |       | Podemos    |
| 20  | Agustín González Plasencia       |       | PSOE       |
| 21  | Fátima Heredia Ramírez           |       | PP         |
| 22  | Isaac García Narros              |       | Vox        |
| 23  | Susana Vicens Herrero            |       | Cs         |
| 24  | María Dolores Galache Vallejo    |       | PSOE       |
| 25  | Rosa María Martínez Mata         |       | Podemos    |